# Естроген
Естрогените са стероид, женски полов хормон, свързани с овулацията и сексуалното поведение на жените. Естрогенните хормони са:
- естрон;
- естриол;
- естрадиол.

Естрогените при женските индивиди се синтезират от фоликулните клетки в яйчниците. Със съзряването на фоликула те постепенно се натрупват във фоликулната течност. При настъпване на овулация тяхното ниво в кръвта рязко се покачва – това е така нареченият постовулаторен естрогенен пик, който стимулира половата активност и търсенето на сексуален партньор при женските индивиди.
При женските индивиди синтезът на естрогените започва в началото на пубертета със съзряването на първия фоликул. В напреднала зрялост фоликулите се развиват все по-бавно и по-рядко, което води до значително понижаване на кръвните нива на естрогените и настъпване на менопауза. Приемането на синтетични естрогени в този период може да поддържа настроението и половото влечение при жените, но не може да възстанови или да подобри детеродната им способност.
Естрогени се съдържат и в кръвта на мъжките индивиди, но там нивата им са значително по-ниски и относително стабилни. Синтезират се в кората на надбъбречните жлези.